# Soehrensia tarijensis subsp. bertramiana
Soehrensia tarijensis subsp. bertramiana ist eine Unterart der Pflanzenart Soehrensia tarijensis in der Gattung Soehrensia aus der Familie der Kakteengewächse (Cactaceae). Das Artepitheton bertramiana ehrt den deutschen Geistlichen und Kakteenliebhaber Paul Bertram aus Erfurt.

## Beschreibung
Soehrensia tarijensis subsp. bertramiana wächst baumförmig, ist nahe der Basis verzweigt und bildet häufig einen kurzen Stamm aus. Die aufrechten, zylindrischen Triebe erreichen bei Durchmessern von 25 Zentimetern Wuchshöhen von bis zu 2 Meter. Es sind etwa 20 scharfe Rippen vorhanden, die bis zu 3 Zentimeter hoch sind. Die darauf befindlichen Areolen sind hellbraun. Aus ihnen entspringen gelegentlich borstenartige, in der Regel jedoch nadelige, abwärts gerichtete, weißliche Dornen, die im Alter gelblich werden. Die Dornen weisen eine Länge von 0,5 bis 8 Zentimeter auf.
Die Blüten sind gelb bis cremeweiß.

## Verbreitung und Systematik
Soehrensia tarijensis subsp. bertramiana ist im bolivianischen Departamento La Paz verbreitet.
Die Erstbeschreibung als Trichocereus bertramianus durch Curt Backeberg wurde 1935 veröffentlicht. Boris O. Schlumpberger stellte die Art 2021 als Unterart zur Art Soehrensia tarijensis.
Weiter nomenklatorische Synonyme sind Helianthocereus bertramianus (Backeb.) Backeb. (1951), Lobivia formosa var. bertramiana (Backeb.) Rausch (1987) und Echinopsis tarijensis subsp. bertramiana (Backeb.) M.Lowry (2002). Die Umkombination Echinopsis bertramiana (Backeb.) H.Friedrich & G.D.Rowley (1974) war ungültige, da ein direkter Verweis auf das Basionym fehlte.

## Nachweise